# Ardisia sieboldii
Ardisia sieboldii är en viveväxtart som beskrevs av Friedrich Anton Wilhelm Miquel. Ardisia sieboldii ingår i släktet Ardisia och familjen viveväxter. Inga underarter finns listade i Catalogue of Life.